# Прапор Сусідовичів
Прапор Сусідовичів — офіційний символ села Сусідовичі, Самбірського району Львівської області, затверджений 14 вересня 1999 року рішенням сесії Сусідовицької сільської ради.
Автор — А. Гречило.

## Опис
Квадратне зелене полотнище, на якому жовта куля, пробита трьома білими мечами, покладеними у вилоподібний хрест, а над ними — жовта літера «С».

## Зміст
У прапорі використано видозміну родового герба Гербуртів, які сприяли розвитку Сусідовичів. Сигль «С» вказує на назву поселення.